# Alsónyiresfalva
Alsónyiresfalva (románul Lunca Cernii de Jos) falu Romániában, Erdélyben, Hunyad megyében.

## Fekvése
Hátszegtől ötven kilométerre nyugatra, Vajdahunyadtól 46 kilométerre délnyugatra, a Ruszka-havasban. A Cserna mentén tizenegy kilométer hosszan nyúlik el a vele egybeépült Felsőnyiresfalvával. A község 15 205 hektáros területéből 9 287 hektár erdő.

## Népesség
- 1850-ben 525 lakosából 522 volt román és három cigány; valamennyien görögkatolikus vallásúak.
- 1910-ben 1132 lakosából 1108 volt román és 23 magyar; 1096 görögkatolikus, 16 zsidó és 12 ortodox. A népszámlálás idején népességét ideiglenesen erdőmunkások duzzasztották fel.
- 2002-ben 205 román lakosából 185 volt ortodox, 14 pünkösdi és hat baptista.

## Története
A falu mai helyén úgy jött létre, hogy a Mesztákon tanya helyén fekvő korábbi település és Ableu (Ablyo) lakói a völgybe húzódtak. 1360-ban Nyres, 1404-ben Nyeres, 1760–62-ben Also Nyiresfalva néven említették.
A falutól délnyugatra, a Negoiulba folyó Mănăstirii-patak forrásánál állt Cserna ortodox monostora. Valószínűleg a reketyefalvi Musinai család alapította a 16. században. Első említése 1585-ből való, Chiarna Zarda néven – ekkorra a Musinai család már kihalt. 1588-ban Mihnea Turcitul részesítette adományban. Templomához harminc kilométerről ideszállított római téglákat használtak fel. Ezt cellák és gazdasági épületek vették körül. 1627-ben említették utoljára működő monostorként, 1650-ben már puszta volt.
Hunyad vármegyei román falu volt. Közös egyházközséget alkotott Felsőnyiresfalvával, itt csak egy káplán működött. 1950-ben levált róla a ma Reketyefalva községhez tartozó Mesztákon és az Alsónyiresfalva községhez tartozó Nyegojlunka.